# Raytown
Raytown est une ville du Missouri, dans le Comté de Jackson.